# Segelträger
Die Segelträger (Veliferidae) (Lat. velum = Segel; fero = tragen) sind eine Familie der Glanzfischartigen (Lampriformes). Die 28 bis 40 Zentimeter lang werdenden Fische leben pelagisch, meist in Küstennähe, im Indischen Ozean sowie im westlichen und zentralen Pazifik. Sie scheinen selten zu sein.

## Merkmale
Ihr Körper ist hochrückig und seitlich abgeflacht. Rücken- und Afterflosse sind segelartig hoch und werden von 32 bis 44 bzw. 25 bis 35 Flossenstrahlen gestützt. Die Bauchflossen haben sieben bis neun Weichstrahlen. Die Fische sind zahnlos, die Schwimmblase ist groß und reicht weit über den Anus nach hinten. Die Anzahl der Wirbel beträgt 33 oder 34 (16 + 17 oder 18), die Anzahl der Branchiostegalstrahlen liegt bei sechs.

## Systematik
Die Veliferidae gelten als die ursprünglichsten heute lebenden Glanzfischartigen. Es gibt lediglich zwei monotypische Gattungen:
- Metavelifer Walters, 1960.
  - Metavelifer multiradiatus (Regan, 1907).
- Velifer Temminck & Schlegel, 1850.
  - Velifer hypselopterus Bleeker, 1879.

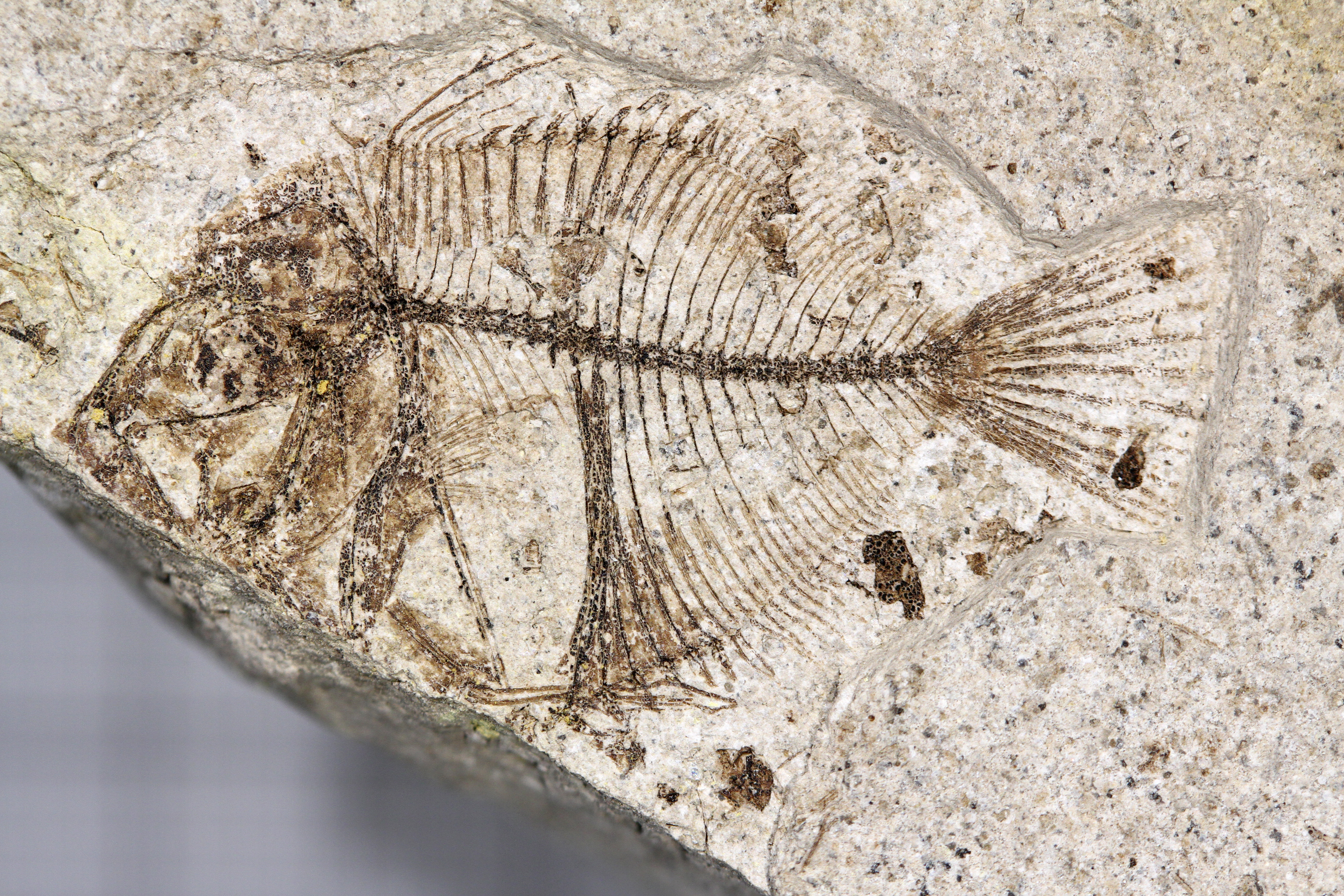
Palaeocentrotus boeggildi

Neben den rezenten Arten sind noch zwei fossile Gattungen bekannt: Veronavelifer aus dem Eozän von Norditalien (bildet zusammen mit Metavelifer die Unterfamilie Metaveliferinae) und Palaeocentrotus aus dem Eozän von Dänemark. Die zweite Gattung wird meist in eine eigene Familie, die Palaeocentrotidae gestellt.